# Sovjetski ratni zločini
Sovjetski ratni zločini je izraz kojim se u najširem smislu označavaju masovne likvidacije, mučenja, fizička zlostavljanja, silovanje, pljačke, deportacije i druge aktivnosti koje odgovaraju suvremenim definicijama ratnih zločina koje su nad ratnim zarobljenicima ili civilnim stanovništvom za vrijeme oružanih sukoba izveli pripadnici oružanih snaga Sovjetske Rusije i drugih sovjetskih republika, odnosno Sovjetskog Saveza. Iako su takve aktivnosti zabilježene i prije, prvenstveno u vrijeme građanskog rata, te, u daleko manjoj mjeri, kasnije, u užem smislu se pod time prije svega smatraju zločini koje su počinili pripadnici Crvene armije i sovjetskih paravojnih postrojbi za vrijeme Drugog svjetskog rata. U još užem smislu se pod time podrazumijevaju zločini počinjeni nad pripadnicima njemačke nacionalnosti u Istočnoj Europi, odnosno na područjima Njemačke pod sovjetskom okupacijom neposredno na samom kraju rata.
Iako postoji veliki broj dokumentiranih slučajeva sovjetskih ratnih zločina, njihove razmjere je prilično teško utvrditi. Za to postoji niz razloga - od službenog odbijanja sovjetskih vlasti da prizna njihovo postojanje (što je u određenoj mjeri nakon raspada SSSR preuzela i Rusija pod Vladimirom Putinom), preko činjenice da su se jedini svjedoci i dokazi nalazili nad područjima pod sovjetskom vlašću gdje su tijekom desetljeća uklonjeni, nepristupačnosti sovjetskih državnih arhiva, ali i kaotičnih prilika, pogotovo u pozadini osovinskog fronta gdje je bilo teško razlučiti aktivnosti sovjetskih partizana od drugih paravojnih postrojbi. Usprkos toga, sovjetski ratni zločini, koji uz nekoliko prilično rijetkih izuzetaka (kao što je slučaj Vasilija Kononova u Latviji) nikada nisu kazneno procesuirani ili osuđeni, te dijelom i zbog toga, predstavljaju jedan od stalnih izvora antiruskog raspoloženja u javnosti mnogih istočnoeuropskih postkomunističkih i post-sovjetskih država.

## Pozadina
SSSR nije priznao potpisivanje Haaške konvencije (1899. i 1907.) Ruskog carstva, te je odbio potvrditi taj dokument međunarodnog prava sve do 1955. To je utjecalo na ponašanje vodstva i vojnika tijekom prve polovice postojanja ove države. Također valja napomenuti da su prilikom pravnog utvrđivanja definicije genocida 1948. Staljinovi izaslanici izričito zabranili navođenje ubijanja političkih zarobljenika kao oblika tog zločina.

## Kronologija

### Poljsko-sovjetski rat
Sovjetsko-poljski rat je bio oružani sukob koji se od proljeća 1919. do jeseni 1920. vodio između obnovljene poljske države (tzv. Druga republika) na jednoj, te boljševičkih država na čelu sa Sovjetskom Rusijom na drugoj strani. Uzrok je bila borba za kontrolu zapadnih dijelova nekadašnjeg Ruskog Carstva, koje se raspalo nakon revolucije 1917. godine, odnosno krajnjih sjeveroistočnih dijelova Austro-Ugarske koja se raspala nakon poraza u prvom svjetskom ratu. Poljaci su 1920. pokrenuli veliku ofenzivu s ciljem stvaranja pro-poljske ukrajinske države koja bi se priključila federaciji tzv. Međumorja, dok su Sovjeti htjeli pretvoriti Poljsku u novu članicu SSSR-a. Usprkos ratnim zločinima i brojčanoj nadmoći, Sovjeti su izgubili, a Poljska je osigurala granice na istoku. Procjenjuje se da je oko 60 000 ljudi poginulo na poljskoj strani.

### Invazija Crvene armije na Gruziju
1921. Crvena armija Ruske SFSR je htjela svrgnuti socijalističko-demokratsku vladu menjševika u Gruziji, koja je proglasila nezavisnost, te uspostaviti boljševički režim. Staljin i Grigorij Ordžonikidze organizirali su oružani ustanak iz Azerbajdžana i Armenije na graničnim područjima Gruzije. Na proteste gruzijske vlade, sovjetski ambasador je rekao da su ti incidenti "spontani ustanci armenskih komunista". Boljševici su u naselju Shulaveri osnovali svoj Gruzijski revolucionarni sovjet, koji je postao konkurentska vlada onoj u Tbilisiju. Taj je formalno pozvao Crvenu armiju u pomoć, na što se ona odazvala i izvršila invaziju Gruzije, koju je pripojila SSSR-u.

### Sovjetsko-kineski sukob 1929.
1929. izbio je manji sukob između SSSR-a i Kine kada su kineske snage zauzele Kinesku istočnu željeznicu. Nakon sovjetske intervencije, Kina je opet prihvatila zajedničku upravu pruge. Prema procjenama, ubijeno je 3 000 osoba na kineskoj, i 200 na sovjetskoj strani.

### Njemačko-sovjetska invazija na Poljsku 1939.
Nakon što je Adolf Hitler, kancelar Trećeg Reicha, ponudio Staljinu Pakt Ribbentrop-Molotov, a ovaj ga prihvatio, njemačke i sovjetske snage su 1939. zajedno izvršile invaziju na Poljsku, te između sebe podijelili njen teritorij. Ta se invazija smatra pokretačem Drugog svjetskog rata. SSSR je zauzeo 52% poljskog teritorija (200 000 km2) na kojem je živjelo 13,7 milijuna ljudi. Kako bi se poljski građani podčinili i suzbio svaki otpor priključenju Sovjetskom Savezu, Staljin je provodio deportacije, zatvaranja, ubojstva i teror protiv istih. Procjenjuje se da je tijekom 1939. – 1941. uhićeno 500 000 Poljaka, uglavnom "neprijatelja naroda" kao što su svećenici, patrioti ili intelektualci, od kojih je 65 000 smaknuto. Poljska baština i blago su pljačkani.
Zabilježeni su i drugi razni zločini, primjerice egzekucija 42 pacijenta i doktora u poljskoj vojnoj bolnici nakon bitke kod Šacka 28. rujna 1939. Ipak, najvećim zločinom smatra se Pokolj u Katinskoj šumi 1940., kada je NKVD na izričitu Staljinovu naredbu uhitio najmanje 21 768 poljskih intelektualaca, filozofa i drugih pripadnika poljskog identiteta, odveo ih u Rusiju, te ih tamo smaknuo na nekoliko lokacija. Ovaj zločin se danas smatra činom genocida. SSSR je dugo vremena krivnju za Katyn prebacivao na naciste, te je tek Mihail Gorbačov 1990. priznao istinu kada je objavio tajne sovjetske dokumente javnosti.
Nakon premještanja granice prema zapadu, Poljska je izgubila dio istočnog teritorija na račun sovjetske Bjelorusije, Ukrajine i Litve, te je 1 240 000 Poljaka, koji su živjeli istočno od rijeke Bug, sporazumom preseljeno s tih područja od 1944. do 1953.

### Finska
1939. sovjetske snage bombardirale su Mainilu te optužili Fince za to. Ta operacija pod lažnom zastavom došla je kao izgovor da Staljin naredi invaziju na Finsku, kako bi velik dio ili cijelu državu uključio u sastav SSSR-a. Iako je izgubila dio teritorija na jugu i istoku, Finska je zahvaljujući žilavom otporu uspjela obraniti se. Tijekom 1941. – 1944., sovjetski partizani ulazili su duboko u finski teritorij i napadali sela i gradova. Oko 3 500 finskih ratnih zarobljenika je zarobljeno od strane Crvene armije. Njihova smrtnost se procjenjuje na 40%. Većina smrti pripisuje se gladi, hladnoći i nasilnom prijevozom zarobljenika. Nakon aneksije dijela finske Karelije, oko 420 000 Finaca je protjerano s tih područja.
Zbog ove invazije, SSSR je simbolično izbačen iz Lige naroda 1939.

### Sovjetska aneksija baltičkih država
Prema Paktu Ribbentrop-Molotov, SSSR-u su ostavljene Baltičke države Estonija, Litva i Latvija. Iako je Moskva prije uvjeravala te države ne poštuje njihovu neovisnost, 1940. je izvršila invaziju kojom je anketirala ta područja. Kao i kod Poljske, i ovdje je SSSR provodio politiku represije stanovnika kako bi spriječio bilo kakav otpor sovjetskoj vlasti. Estonci, Litvanci i Latvijci su uhićeni, deportirani u gulage ili raseljeni prema Sibiru, a katkad i smaknuti bez ikakvog suđenja. Samo u ožujku 1949., deportirano je 90 000 baltičkih državljana. Te godine je 42 000 prisilno raseljeno iz Latvije, uglavnom seljaka koji su se bunili protiv kolektivizacije. Cijele obitelji su raseljene u Amur, Irkutsk, Omsk, Tomsk i Novosibirsk doživotno. Neke su odvedeni i do 9 000 km daleko od svoje domovine. To je činilo 2% ukupnog stanovništva te republike. Od toga je bilo 10 990 djece mlađe od 16 godina. Žene i djeca su činili 73% deportiranih. Iste godine, 22 326 ljudi je prisilno raseljeno iz Estonije, što je predstavljalo 2,5% stanovništva te republike, a 29 923 iz Litve u Sibir. Prema službenim podacima, najmanje 120 000 ljudi je deportirano iz Litve.

### Sovjetska aneksija Besarabije i Sjeverne Bukovine
Prema Paktu, SSSR je imao na raspolaganju zauzimanje Besarabije i Bukovine, što je i učinio. Rumunjska vlada povukla je vojsku usred invazije Crvene armije, čime se područje površine 50 762 km2, na kojem je živjelo 3 776 309 stanovnika, priključilo SSSR-u. Kao i kod Poljske i Baltika, i na ovom teritoriju su provođena masovna uhićenja, teror i deportacije kako bi se suzbio bilo kakav otpor priključenju nezasitnom SSSR-u. Prema nekim procjenama, smaknuto je i do 90 000 osoba ove regije.

### Sovjetska okupacija Njemačke
Treći Reich je 1941. izvršio invaziju na SSSR te izvršio masovne ratne zločine. Prilikom reorganiziranja, sovjetske snage su krenule u protunapad i zauzele istočni dio Njemačke, te ujedno oslobađale europske države od njemačke vlasti, ali su ih zamijenili sovjetskim satelitskim upravama. Nakon završetka rata, sovjetske snage su izvršile nekoliko ratnih zločina protiv njemačkih civila. Njemački grad Königsberg je etnički očišćen od 300 000 Nijemaca te preimenovan u Kalinjingrad i pripojen Rusiji. Pri tom su se odigrali razni ratni zločini, kao što je pokolj u Nemmersdorfu u kojem je ubijeno na desetke njemačkih civila, među njima i žena. Grad Demmin, sa svojom povijesnom jezgrom, je zapaljen, a sovjetske snage su dopustile mještanima da ga ugase tek nakon što je gorio nekoliko uzastopnih dana. 30. siječnja 1945., prilikom evakuacije njemačkih civila i ranjenih s baltičke luke Gdynia, sovjetska ratna mornarica je uz pomoć torpeda potopila brod Wilhelm Gustloff te je tako 9 343 osoba, uključujući i tisuće djece, time izgubilo svoje života. Nakon bitke za Berlin, sovjetske snage su izvršile masovnu pljačku trgovina, domova, ureda te krađu umjetnina i kulturnih djela. Prema nekim procjenama, i do milijun umjetnina je tako ukradeno do 1948. Događala su se i masovna silovanja: prema procjenama, samo u Berlinu je silovano između 95 000 i 130 000 žena, u rasponu od osam do osamdeset godina. U nekim slučajevima, i po deset sovjetskih vojnika se izmjenjivalo u silovanju jedne žene.

### Jugoslavija
Iako sovjetske snage nisu izvršile invaziju na Jugoslaviju, došli su na poziv kako bi pomogli Titovim partizanima u rubnim oslobodilačkim akcijama u Srbiji, poglavito u bitci za Beograd. Ipak, sovjetske snage su pljačkale i silovale: zabilježen je 121 slučaj silovanja, od kojih je 111 uključivao i ubojstvo, te 1 204 slučajeva pljačke mještana.

### Kina
Godine 1945., SSSR je objavio rat Japanu i izvršio invaziju na marionetsku državu Mandžukuo. Pri tome su zabilježeni slučajevi pljačke i silovanja mještana. Sovjetske snage su zauzele i južni Sahalin, koji je do tada bio dio Japana, te provodile rusifikaciju područja.

### Mađarska
Premijer Mađarske Mátyás Rákosi, sovjetska marioneta, je od 1948. primjenjivao bezobzirne staljinističke metode terora protiv vlastitih sunarodnjaka u partiji, te provodio masovne progone, hapšenja i ubijanja, pa i komunista. Ipak, nakon Staljinove smrti, položaj čela države 1953. preuzeo je umjereniji Imre Nagy, ali je pod pritiskom staljinista dvije godine kasnije morao odstupiti. Iako je tijekom ljeta 1956. Rákosi smijenjen s položaja generalnog sekretara, njegova brutalna vladavina ostavila je veliko nezadovoljstvo među narodom, koje je doseglo kritičnu točku 23. listopada 1956. kada su izbile velike demonstracije u Budimpešti. Nagy tako opet postaje premijer i sastavlja vladu, objavljuje da država napušta Varšavski pakt, proglašava neutralnost, traži zaštitu UN-a te političke reforme. Sovjetske snage nakon toga kreću u napad na Budimpeštu, te nakon višednevne borbe guše otpor ustanika. Borbe vode do brojnih ljudskih žrtava, teškog razaranja zgrada i domova (materijalna šteta od 22 milijarde forinti) dok su vođe pobune, među njima i Nagy, osuđeni na smrt. Oko 111 000 ljudi pobjeglo je iz države u Austriju.

### Čehoslovačka
Alexander Dubček, glavni tajnik Komunističke partije Čehoslovačke, tražio je reforme države kako bi uveo "socijalizam s ljudskim licem", pokret koji je 1968. prerastao u "Praško proljeće". Uvodio je reforme pravnog sustava, garanciju slobode ljudskih prava i novi sustav ekonomskog planiranja. Nijedan njegov cilj nije tražio kraj komunizma u državi, ali je sovjetski vođa Leonid Brežnjev svejedno negativno gledao na te reforme te ih smatrao prijetnjom sovjetskom sustavu u Istočnom bloku, te naredio invaziju na Čehoslovačku. Varšavski pakt je napao Čehoslovačku sa svih strana, nakon čega su reforme poništene, a Dubček 1969. smijenjen. Oko 92 000 izbjeglica je pobjeglo iz Čehoslovačke do 31. listopada 1968., od čega je oko 8 000 otišlo u SAD, Kanadu ili Australiju.
Vojni obruč i zatiranje slobode pogubno je utjecao i na češku kulturu, te prekinuo kreativni zamah češke i slovačke kinematografije koja je 1960-ih postigla uspjeh u svjetskim kinima (Vera Chytilova, Štefan Uher, Jiří Menzel, Miloš Forman i drugi).

### Afganistan
Sovjetsko-afganistanski rat bio je devetogodišnji rat između Sovjeta i anti-sovjetskih snaga koje su se borile protiv afganistanske marksističke vlade. Sovjetski Savez je podržavao vladu dok su pobunjenici dobivali pomoć iz mnogih zemalja, uključujući i Sjedinjene Američke Države i Pakistan, koji su se bojali da bi SSSR mogao izbiti do Perzijskog zaljeva. Zbog velikog otpora mudžahedina, koji su se žilavo borili protiv sovjetske invazije, rat u Afganistanu se odužio godinama, te doveo do smrti najmanje milijuna mjesnog stanovništva, te do pet milijuna raseljenih ili izbjeglica. Najkontroverznije djelovanje sovjetskih snaga bila je upotreba mina PFM-1 koje su zbog svojeg oblika igračaka navodno privlačile afganistansku djecu koja su zbog toga masovno stradala ili bi eksplozija naprave dovela do gubitka ruke ili noge. Glasine da je mina dizajnirana upravo iz tih razloga suvremeni stručnjaci odbacuju, s obzirom na to da se njen dizajn ne razlikuje od američke mine BLU-43 i bio je uvjetovan aerodinamikom. Do kraja rata, zabilježeno je 1,2 milijuna afganistanskih invalida.
Sovjetsko masovno bombardiranje uništilo je sustave navodnjavanja, ključne za afganistansku poljoprivredu u toj pustinjskoj klimi. Godine 1985., više od polovice farmera doživjelo je bombardiranje svojih usjeva na poljima, a preko četvrtine njihovih sustava navodnjavanja je uništeno dok su stoku strijeljali ili sovjetske ili vladine snage. Nakon rata, država je ostala prekrivena nagaznim minama, čiji se broj procjenjuje na između 10 i 16 milijuna. Sociolog Helen Fein navodi da su sovjetski zločini "depopulacija, masakra, namjernog ozljeđivanja i raseljavanja afganistanske djece [...] prima facie za optužbu zločina genocida", iako oko ovog slučaja nema dogovora povjesničara.

## Procjena broja žrtava
| Događaj                                          | Godina               | Broj poginulih | Broj poginulih Sovjeta |               |        |        |
| ------------------------------------------------ | -------------------- | -------------- | ---------------------- | ------------- | ------ | ------ |
| Događaj                                          | Godina               | Broj poginulih | Poljsko-sovjetski rat  | 1919. – 1920. | 60 000 | 40 000 |
| Invazija Crvene armije na Gruziju                | 1921.                | 7 000          | 5 500                  |               |        |        |
| Sovjetsko-kineski sukob                          | 1929.                | 3 000          | 200                    |               |        |        |
| Agresija SSSR-a na Poljsku                       | 1939.                | 3 000-7 000    | 1 475                  |               |        |        |
| Sovjetska okupacija Poljske                      | 1939. – 1945.        | 350 000        | nepoznato              |               |        |        |
| Sovjetska invazija na Finsku                     | 1939. – 1941.        | 25 904         | 126 875                |               |        |        |
| Sovjetska aneksija Baltika                       | 1940., 1944. – 1953. | 30 000         | 100 000                |               |        |        |
| Sovjetska aneksija Besarbije i Bukovine          | 1940.                | 90 000         | nepoznato              |               |        |        |
| Strijeljanje dezertera tijekom 2. svjetskog rata | 1941. – 1945.        | -              | 158 000                |               |        |        |
| Ubijanje njemačkih ratnih zarobljenika           | 1941. – 1946.        | 474 967        | nepoznato              |               |        |        |
| Sovjetska invazija na Mađarsku                   | 1953.                | 32 000         | 722                    |               |        |        |
| Intervencija Varšavskog pakta u Čehoslovačkoj    | 1968.                | 100            | 100                    |               |        |        |
| Sovjetska invazija na Afganistan                 | 1979. – 1989.        | 1 000          | 15 000                 |               |        |        |
| Ukupno                                           | 1919. – 1989.        | 2 075 971      | 447 872                |               |        |        |